# Бујковац
Бујковац је насељено место града Врања у Пчињском округу. Према попису из 2022. било је 692 становника; 2002. било је 796 становника (према попису из 1991. било је 718 становника).

## Демографија
У насељу Бујковац живи 561 пунолетан становник, а просечна старост становништва износи 41,72 године (40,51 код мушкараца и 42,90 код жена). У насељу има 248 домаћинстава, а просечан број чланова по домаћинству је 2,79.
Ово насеље је великим делом насељено Србима (према попису из 2002. године).
|  |

| Демографија | Демографија | Демографија |
| Година      | Становника  | Становника  |
| ----------- | ----------- | ----------- |
| 1948.       | 812         |             |
| 1953.       | 824         |             |
| 1961.       | 788         |             |
| 1971.       | 825         |             |
| 1981.       | 768         |             |
| 1991.       | 718         | 715         |
| 2002.       | 796         | 819         |

| Етнички састав према попису из 2002.‍ | Етнички састав према попису из 2002.‍ | Етнички састав према попису из 2002.‍ | Етнички састав према попису из 2002.‍ | Етнички састав према попису из 2002.‍ |
| ------------------------------------ | ------------------------------------ | ------------------------------------ | ------------------------------------ | ------------------------------------ |
|                                      |                                      |                                      |                                      |                                      |
| Срби                                 | Срби                                 |                                      | 794                                  | 99,74%                               |
| Југословени                          | Југословени                          |                                      | 1                                    | 0,12%                                |
| непознато                            | непознато                            |                                      | 0                                    | 0,0%                                 |

| Година пописа     | 1948. | 1953. | 1961. | 1971. | 1981. | 1991. | 2002. |
| ----------------- | ----- | ----- | ----- | ----- | ----- | ----- | ----- |
| Број домаћинстава | 156   | 156   | 166   | 190   | 188   | 186   | 230   |

| Број чланова      | 1  | 2  | 3  | 4  | 5  | 6  | 7 | 8 | 9 | 10 и више | Просек |
| ----------------- | -- | -- | -- | -- | -- | -- | - | - | - | --------- | ------ |
| Број домаћинстава | 31 | 50 | 33 | 52 | 35 | 22 | 5 | 2 | 0 | 0         | 3,46   |

| Пол    | Укупно | Неожењен/Неудата | Ожењен/Удата | Удовац/Удовица | Разведен/Разведена | Непознато |
| ------ | ------ | ---------------- | ------------ | -------------- | ------------------ | --------- |
| Мушки  | 319    | 95               | 210          | 13             | 1                  | 0         |
| Женски | 335    | 65               | 209          | 57             | 3                  | 1         |
| УКУПНО | 654    | 160              | 419          | 70             | 4                  | 1         |

| Пол    | Укупно                    | Пољопривреда, лов и шумарство | Рибарство                            | Вађење руде и камена | Прерађивачка индустрија       |
| ------ | ------------------------- | ----------------------------- | ------------------------------------ | -------------------- | ----------------------------- |
| Мушки  | 155                       | 40                            | 0                                    | 3                    | 42                            |
| Женски | 91                        | 12                            | 0                                    | 0                    | 53                            |
| УКУПНО | 246                       | 52                            | 0                                    | 3                    | 95                            |
| Пол    | Производња и снабдевање   | Грађевинарство                | Трговина                             | Хотели и ресторани   | Саобраћај, складиштење и везе |
| Мушки  | 3                         | 12                            | 9                                    | 3                    | 16                            |
| Женски | 0                         | 0                             | 4                                    | 6                    | 0                             |
| УКУПНО | 3                         | 12                            | 13                                   | 9                    | 16                            |
| Пол    | Финансијско посредовање   | Некретнине                    | Државна управа и одбрана             | Образовање           | Здравствени и социјални рад   |
| Мушки  | 0                         | 0                             | 7                                    | 3                    | 6                             |
| Женски | 0                         | 3                             | 1                                    | 1                    | 6                             |
| УКУПНО | 0                         | 3                             | 8                                    | 4                    | 12                            |
| Пол    | Остале услужне активности | Приватна домаћинства          | Екстериторијалне организације и тела | Непознато            | Непознато                     |
| Мушки  | 1                         | 0                             | 0                                    | 10                   | 10                            |
| Женски | 0                         | 0                             | 0                                    | 5                    | 5                             |
| УКУПНО | 1                         | 0                             | 0                                    | 15                   | 15                            |